# Magnus Gustafsson
Magnus Nils Gustafsson (født 3. januar 1967 i Lund, Sverige) er en tidligere svensk tennisspiller, der var professionel fra 1985 til 2001. Han vandt igennem sin karriere 14 singletitler, og hans højeste placering på ATP's verdensrangliste var en 10. plads, som han opnåede i 1991.

## Grand Slam
Gustafssons bedste Grand Slam-resultat i singlerækkerne kom ved Australian Open, hvor han i 1994 nåede kvartfinalerne. Her blev han besejret i 4 sæt af turneringens senere vinder, amerikaneren Pete Sampras.